# Mann Mobilia
Die Mann Mobilia GmbH war eine deutsche Möbelhauskette, die im Juli 2005 von der österreichischen Einrichtungshauskette XXXLutz übernommen wurde. Ihr Name wird heute als Marke der XXXLutz KG weitergeführt.
Aktuell (2024) bleibt die Bezeichnung XXXLutz Mann Mobilia für einige Filialen in Baden-Württemberg und Hessen bestehen, diese befinden sich in Sprendlingen (Dreieich), Wiesbaden, Eschborn, Mannheim, Fellbach, Ludwigsburg und Karlsruhe.

## Geschichte

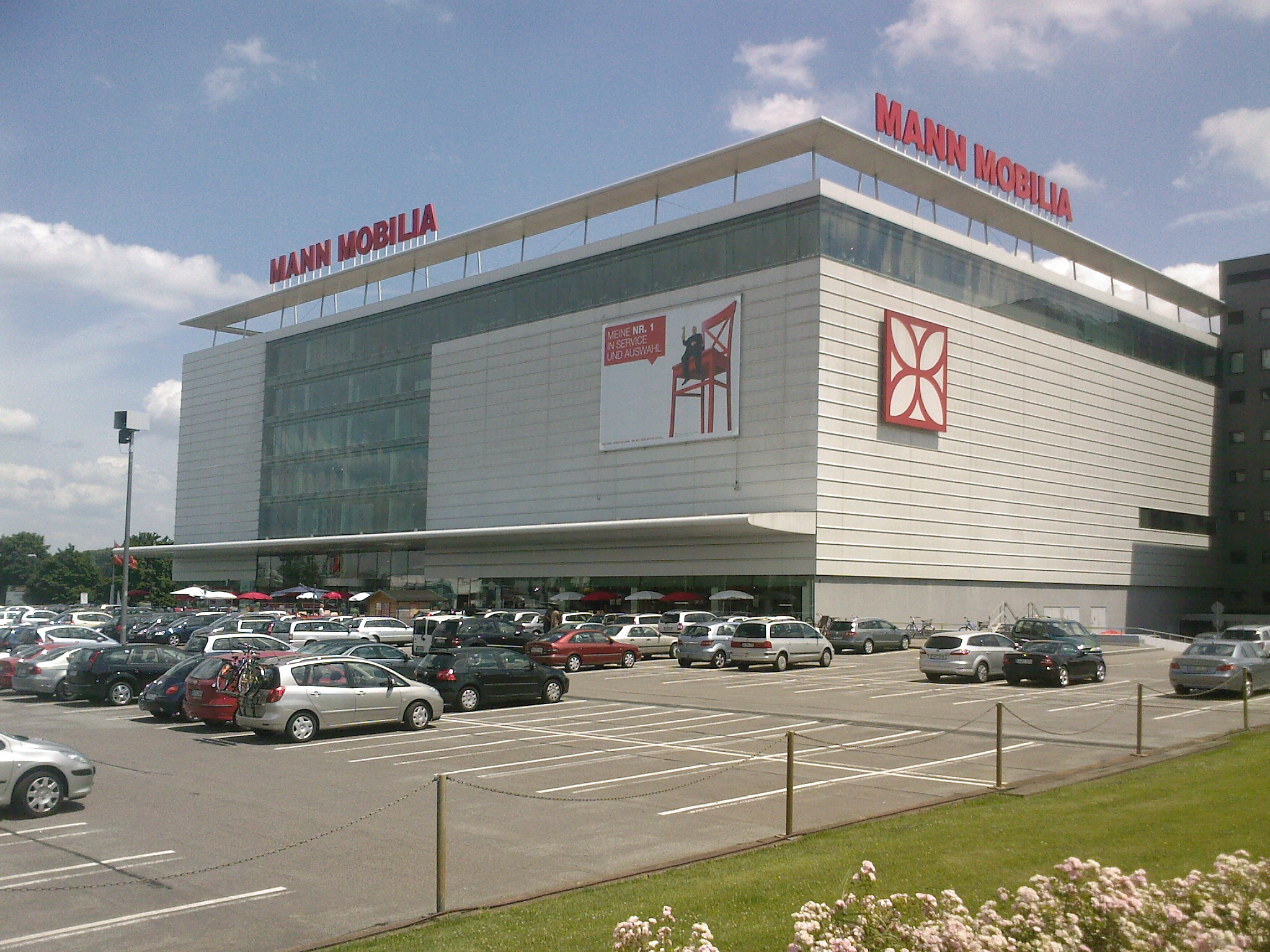
Filiale Karlsruhe

Logo der SB-Warenhäuser

Die 1950 von Hugo Mann gegründete Kette bestand anfangs aus Möbelhäusern in Innenstadtlage, die unter der Bezeichnung Möbel Mann firmierten. Der erste Standort in Karlsruhe wurde mit rund 500 m² Verkaufsfläche eröffnet und aufgrund großen Erfolgs bereits nach zwei Jahren auf 3.600 m² ausgebaut. Weitere innerstädtische Niederlassungen folgten 1956 in Mannheim und Wiesbaden sowie 1960 in Pforzheim.
Nachdem weitere Einrichtungshäuser in Südwestdeutschland in die Kette integriert wurden, entstand 1961 die neue Firmenzentrale samt Hochregallager in Karlsruhe, direkt am Kleeblatt der A 5/Durlacher Allee.
1970 wurde am Standort in Karlsruhe-Rintheim das erste Einrichtungshaus mit SB-Abteilung eingeweiht. In den 1980er und 1990er Jahren folgten nach demselben Prinzip Einrichtungshäuser bei Mannheim, Wiesbaden, Ludwigsburg, Freiburg im Breisgau, Dreieich und Eschborn, allesamt keine innerstädtischen Filialen, sondern in Autobahnnähe angesiedelt.
Nach dem Verkauf der Mann Mobilia GmbH im Juli 2005 an das österreichische Möbelhandelunternehmen XXXLutz wurde die bisherige Hauptverwaltung der Mann Mobilia GmbH in Karlsruhe aufgelöst.
Am 1. Februar 2016 wurden am Standort Mannheim rund 100 Mitarbeiter unangekündigt von der Arbeit freigestellt und von einer von der Geschäftsleitung beauftragten Sicherheitsfirma daran gehindert, ihren Arbeitsplatz zu betreten. Das Unternehmen begründete diese Aktion mit geplanten Entlassungen aufgrund einer Verlagerung des Bereichs Auftragssachbearbeitung an den Standort Würzburg; man benötige die Räume der Auftragssachbearbeitung „kurzfristig“. In den folgenden Tagen kam es zu Protestaktionen der freigestellten Belegschaft.